# Оран (покрајина)
Оран (арап. ولاية وهران), једна је од 48 покрајина у Народној Демократској Републици Алжир. Покрајина се налази у северозападном делу земље на ободу испод планинског венца Малог Атласа уз обалу Средоземног мора.
Покрајина Оран покрива укупну површину од 2.114 km² и има 1.584.607 становника (подаци из 2008. године). Највећи град и административни центар покрајине је град Оран.